# Chiswick Bridge
Die Chiswick Bridge ist eine Straßenbrücke über den Fluss Themse in London. Sie verbindet den Stadtteil Chiswick im Stadtbezirk London Borough of Hounslow auf der Nordostseite mit dem Stadtteil Mortlake im Stadtbezirk London Borough of Richmond upon Thames auf der Südwestseite. Über die Brücke führt die Hauptstraße A316.
Die von Herbert Baker entworfene Brücke ist 185 Meter lang und 21,3 Meter breit. Sie besteht aus Stahlbeton und ist mit Portland-Stein verkleidet. Die fünf Bögen der Brücke haben folgende Längen: 18,59 m – 38,1 m – 45,72 m – 38,1 m – 18,59 m.
Die Bauarbeiten begannen im September 1930, die offizielle Eröffnung durch den Prince of Wales, den späteren König Eduard VIII., erfolgte am 3. Juli 1933.
Wenige Meter flussabwärts befindet sich die Ziellinie des Boat Race, des traditionsreichen Ruderregatta zwischen der  University of Oxford und der University of Cambridge.